# محمود فرخ الخراساني
محمود أحمد الجواهري/الجوهري اشتهر بتخلُّصه في الشعر بـفَرُّخ و نسبه الخُراساني (28 نوفمبر 1896 - 22 أبريل 1981) شاعر إيراني. هو من الشعراء الكلاسيكيين الفرس ونُظِم أكثر من أربعة آلاف بيت من الشعر . 

## سيرته
ولد السيد محمود بن أحمد الجواهري في 23 جمادى الآخرة 1314/ 28 نوفمبر 1896 في مدينة مشهد الخراسانية. تعلم على والده الأدب الفارسي والعربي وعلوم. بدأ ينظم الشعر من سن الثامنة وهو طالب. كان مسؤولا في منظمة آستان قدس رضوي لسنوات عديدة ثم في حكومة خراسان ودخل التجارة أيضا. انتخب نائباً عن قوتشان في الدورتين الثانية عشرة (26 أكتوبر 1939-31 أكتوبر 1941) والثالثة عشرة (13 نوفمبر 1941 -23 نوفمبر 1943) لمجلس الشورى الإيراني. سافر إلی الجمهورية الأوزبكية السوفيتية الاشتراكية في 1944. ثم أنشأ جمعية فروخ الأدبية في مسقط رأسه، مشهد. فأصبح أستاذا فخريا للأدب الفارسي في جامعة فردوسي عام 1974.
توفي فرخ الخراساني يوم 22 أبريل 1981/ 18 جمادى الآخرة 1401 في مشهد.

## مؤلفاته
- تصحیح مجمل فصيحي لخوافي: ثلاث مجلدات، 1960
- مناظرات وأخوانيات: 1953
- ديوان الشعري: أربعة آلاف بيت
- روضة الخلد: 1966

له أيضا مقالات في الأدب ونقد.